# The Doors Live at the Hollywood Bowl
The Doors Live At The Hollywood Bowl è il concerto parziale dei Doors filmato al Hollywood Bowl di Los Angeles il 5 luglio del 1968. Il concerto fu registrato su un otto piste audio e filmato con pellicola a colori in 16 mm e ripreso da 4 cineprese. Il team di FOF si occupò delle riprese, tra coloro che ripresero il concerto figurano Paul Ferrara alla regia, Frank Lisciandro fotografo e un giovanissimo Harrison Ford occupato ad imbracciare una delle quattro cineprese posizionate intorno al palco del bowl per catturare le varie angolazioni del concerto.
Nell'ottobre del 2012 è stato pubblicato The Doors: Live at the Bowl 68 che è l'edizione integrale e rimasterizzata del concerto con alcune tracce mai pubblicate prima e diversi contenuti speciali.
A differenza della precedente versione questa è disponibile anche in formato LP, CD audio e Blu-ray.

## Tracce

### Edizione 1987/2000
1. When the Music's Over
2. Alabama Song
3. Back Door Man
4. Five to One
5. Back Door Man (Reprise)
6. Moonlight Drive
7. Horse Latitudes
8. A Little Game (Excerpt from "The Celebration of the Lizard")
9. The Hill Dwellers (Excerpt from "The Celebration of the Lizard")
10. Spanish Caravan (Edited version)
11. Wake Up
12. Light My Fire (Extended Version)
13. The Unknown Soldier
14. The End

### Edizione 2012
1. Show Start/Intro
2. When The Music's Over
3. Alabama Song (Whisky Bar)
4. Back Door Man
5. Five To One
6. Back Door Man (Reprise)
7. The WASP (Texas Radio And The Big Beat)
8. Hello, I Love You
9. Moonlight Drive
10. Horse Latitudes
11. A Little Game
12. The Hill Dwellers
13. Spanish Caravan
14. Hey, What Would You Guys Like To Hear?
15. Wake Up!
16. Light My Fire (Segue)
17. Light My Fire
18. The Unknown Soldier
19. The End (Segue)
20. The End

Contenuti Speciali
- Echoes From The Bowl, The Doors' route to the Hollywood Bowl, You Had To Be There
- Reworking The Doors
- Esibizioni televisive

1. Wild Child (Live dal The Smothers Brothers Show, 1968)
2. Light my Fire (Live dal The Jonathan Winters Show, 1967)
3. Gloria (interpretata da Van Morrison)

## Formazione
- Jim Morrison – voce
- Ray Manzarek – organo, pianoforte, tastiera, basso
- John Densmore – batteria
- Robby Krieger – chitarra